# 奚斉
奚斉（けいせい、紀元前665年 - 紀元前651年）は、中国春秋時代の晋の君主。姓は姫。父は献公、母は献公の寵姫の驪姫。
母の驪姫によって異母兄たち（申生・重耳・夷吾）は粛清もしくは追放され、自身は太子に立てられる（驪姫の乱）。
献公が没して一カ月後、献公の部下の里克が反乱を起こし、驪姫は奚斉や驪姫の妹一族共々殺害された。結局、追放された筈の夷吾に国主の座を奪われる形となった。